# سباق باريس روبيه 1983
طواف باريس 1983 هو سباق دراجات هوائية أقيم بتاريخ أبريل 10، تكون السباق من مرحلة واحدة، وامتدّ لمسافة 274 كم، وبسرعة 40.309 كم/س، استغرق السباق 6 ساعات و47 دقيقة و51 ثانية. فاز به الهولندي هني كويبر.

## الترتيب
| م                     | الدرّاج    | البلد  | الزمن                       |
| --------------------- | --------- | ------ | --------------------------- |
| الفائز بالترتيب العام | هني كويبر | هولندا | 6 ساعات و47 دقيقة و51 ثانية |